# John Anthony Pople

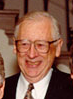
John Anthony Pople

Sir John Anthony Pople KBE (* 31. Oktober 1925 in Burnham-on-Sea; † 15. März 2004 in Sarasota, Florida) war ein britischer Mathematiker,  theoretischer Chemiker und Nobelpreisträger. 

## Leben
Er erlangte an der Bristol Grammar School seine Hochschulzulassung, wo heute ein Computerraum und ein Stipendium nach ihm benannt sind. In den frühen 1960er Jahren zog er in die USA um, wo er für den Rest seines Lebens blieb, ohne jedoch seine britische Staatsbürgerschaft aufzugeben. Seinen Bachelor of Arts (Hochschulabschluss in Geisteswissenschaften) erhielt er 1946 und 1951 seinen Doktorgrad in Mathematik von der Universität Cambridge. In seiner Doktorarbeit behandelte er jedoch ein chemisches Thema: Die Bindungsstrukturen von Wasser (Lone Pair Electons). Betreuer der Arbeit war John Lennard-Jones. Pople sah sich selbst eher als einen Mathematiker, während die theoretischen Chemiker ihn als einen der wichtigsten Vertreter ihres Standes ansehen.
Sein erster größerer Beitrag war 1953 eine Theorie zu näherungsweisen Berechnung von Molekülorbitalen bei π-Elektronen-Systemen, identisch mit der von Rudolph Pariser und Robert G. Parr im gleichen Jahr entwickelten Theorie und nun als Pariser-Parr-Pople-Methode bezeichnet. Anschließend entwickelte er 1965 die Methode Complete Neglect of Differential Overlap (CNDO) und kurz danach Intermediate Neglect of Differential Overlap (INDO) für die näherungsweise Berechnung der Molekülorbitale von dreidimensionalen Molekülen sowie einige weitere Methoden für die Computerchemie. 1971 wurde Pople in die American Academy of Arts and Sciences gewählt, 1977 in die National Academy of Sciences. Er bereitete den Weg zur Entwicklung von ausgefeilten Berechnungsmethoden, so genannte ab-initio-Methoden, die die Wellenfunktion aus Slater-Orbitalen oder Gauß-Orbitalen modellieren. In den Anfängen waren solche Berechnungen sehr teuer in der Durchführung. Das Aufkommen der Mikroprozessoren ermöglicht die Durchführung heutzutage leichter. Pople initiierte eines der heute am weitesten verbreiteten Softwarepakete für die Computerchemie, die GAUSSIAN-Programmsammlung. Dennoch wurde Pople 1991 von der Weiterentwicklung der Software ausgeschlossen. Tatsächlich wurde ihm sogar die weitere Nutzung der Software verweigert. Ursächlich war dafür Poples Ablehnung der Kommerzialisierung wissenschaftlicher Software.

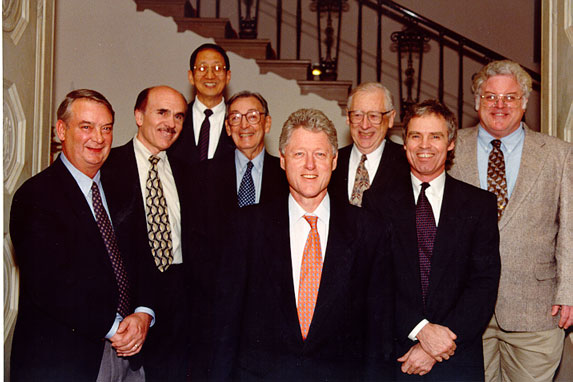
Bill Clinton trifft Nobelpreisträger des Jahres 1998. Pople ist der dritte von rechts

1986 ging er von der Carnegie-Mellon Universität in Pittsburgh (Pennsylvania), wo er seine frühen Leistungen erreichte, an die Northwestern University in Chicago (Illinois). 1991 wurde er mit dem ACS Award for Computers in Chemical and Pharmaceutical Research ausgezeichnet. Seit 1993 war er korrespondierendes Mitglied der Australian Academy of Science.
Pople erhielt 1998 gemeinsam mit Walter Kohn den Nobelpreis für Chemie. 2003 wurde er von Königin Elisabeth II. zum Knight Commander des Order of the British Empire ernannt.
Die Asia-Pacific Association of Theoretical and Computational Chemists vergibt die Pople-Medaille für Nachwuchswissenschaftler.

## Schriften
- John A. Pople: Quantenchemische Modelle (Nobel-Vortrag). In: Angewandte Chemie. 111. Jahrgang, Nr. 13–14, 12. Juli 1999, ISSN 0044-8249, S. 2014–2023, doi:10.1002/(SICI)1521-3757(19990712)111:13/14<2014::AID-ANGE2014>3.0.CO;2-C.